# Craig Hemmens
Craig Hemmens (* 28. November 1960 in North Carolina) ist ein US-amerikanischer Rechtswissenschafter und Kriminologe sowie Professor an der Washington State University. Er amtierte 2012/13 als 50. Präsident der Academy of Criminal Justice Sciences (ACJS).

## Leben
Hemmens besuchte nach der High School die University of North Carolina, wo er 1985 ein Bachelor-Examen in amerikanischer Geschichte ablegte.  Danach studierte er an der North Carolina Central University School of Law und schloss 1988 mit dem Juris Doctor (J.D.) ab. Nachdem er dann einige Jahre als Möbellieferant gearbeitet hatte setze er sein rechtswissenschaftliches Studium an der Sam Houston State University fort. Dort wurde er 1998 zum Ph.D. promoviert. Danach ging er an die Boise State University, wo er Professor wurde und Leiter des Paralegal Studies Program (Rechtsanwaltsgehilfenausbildung) war. Nachdem er 2010/2011 Professor für Strafrecht und Kriminologie an der Missouri State  University gewesen war, hat er seit 2011 eine entsprechende Professur an der Washington State University.

## Schriften (Auswahl)
- Mit Mary Stohr, Anthony Walsh: Corrections. A text/reader. 2. Auflage, SAGE, Los Angeles London 2013, ISBN 978-1-4129-9717-1.
- Mit Anthony Walsh: Introduction to criminology. A text/reader. 2. Auflage, SAGE, Thousand Oaks 2011, ISBN 978-1-4129-9236-7.
- Mit Stephen G. Tibbetts: Criminological theory. A text/reader. SAGE, Los Angeles 2010, ISBN 978-1-4129-5037-4.